# منشأة سنورس
قرية منشاة سنورس هي إحدى القرى التابعة لمركز سنورس في محافظة الفيوم في جمهورية مصر العربية. حسب إحصاءات سنة 2006، بلغ إجمالي السكان في منشاة سنورس 14182 نسمة، منهم 7303 رجل و6879 امرأة.